# Holladay
Holladay és una població dels Estats Units a l'estat de Utah. Segons el cens del 2000 tenia 25.527 habitants.

## Demografia
Segons el cens del 2000, Holladay tenia 14.561 habitants, 5.096 habitatges, i 3.806 famílies. La densitat de població era de 1.052,8 habitants per km².
Dels 5.096 habitatges en un 33,9% hi vivien nens de menys de 18 anys, en un 63,3% hi vivien parelles casades, en un 8,4% dones solteres, i en un 25,3% no eren unitats familiars. En el 20,3% dels habitatges hi vivien persones soles el 9,1% de les quals corresponia a persones de 65 anys o més que vivien soles. El nombre mitjà de persones vivint en cada habitatge era de 2,84 i el nombre mitjà de persones que vivien en cada família era de 3,33.
Per edats la població es repartia de la següent manera: un 26,7% tenia menys de 18 anys, un 10,8% entre 18 i 24, un 23,2% entre 25 i 44, un 24% de 45 a 60 i un 15,2% 65 anys o més.
L'edat mediana era de 37 anys. Per cada 100 dones de 18 o més anys hi havia 90,7 homes.
La renda mediana per habitatge era de 66.468 $ i la renda mediana per família de 77.736 $. Els homes tenien una renda mediana de 54.216 $ mentre que les dones 31.244 $. La renda per capita de la població era de 35.685 $. Entorn del 2,6% de les famílies i el 3% de la població estaven per davall del llindar de pobresa.

## Poblacions més properes
El següent diagrama mostra les poblacions més properes.